# Napeocles jucunda
Napeocles jucunda (Hübner, [1808]) é uma borboleta neotropical da família Nymphalidae que se distribui pela Venezuela até Peru, Bolívia e Brasil (em Mato Grosso e no Pará). Sua envergadura pode chegar a pouco mais de dez centímetros e sua coloração é caracterizada por apresentar asas enegrecidas, vistas por cima, com manchas centrais em coloração de azul a branco intenso, em cada par de asas (nomeada, em inglês, Great Blue Hookwing; na tradução para o português, "grande asa de gancho azul"); ainda contendo pequenas manchas azuis a brancas na parte superior de cada asa anterior; com padronagem de folha seca em vista inferior. Tal variação, por cima, ocorre por dimorfismo sexual: fêmeas apresentam a área central de sua maior mancha alar esbranquiçada, enquanto machos são puramente azuis; também se modificando o padrão alar inferior, com fêmeas apresentando uma faixa central de manchas esbranquiçadas e mais ou menos circulares. Esta é a única espécie de seu gênero (táxon monotípico).

## Hábitos
Napeocles jucunda é uma espécie de floresta tropical e subtropical úmida, que habita altitudes entre 400 e 800 metros acima do nível médio do mar, em dossel florestal. Quando assentada na vegetação de seu habitat as asas geralmente são mantidas eretas, exibindo sua parte inferior de "borboleta-folha"; mas no final da tarde, quando as temperaturas caem, a borboleta pode se aquecer ao sol com as asas abertas.

## Subespécies
N. jucunda possui duas subespécies: 
- Napeocles jucunda jucunda - Descrita por Hübner, em 1808[2], como Hamadryas jucunda; ilustrada na obra Sammlung exotischer Schmetterlinge (1806)[3], com sua localidade tipo não registrada.[2]
- Napeocles jucunda dumnorix - Localidade tipo: Bolívia e Brasil (Mato Grosso), descrita por Fruhstorfer em 1912 (ssp. invalidada).[3]
- Napeocles jucunda caesari - Localidade tipo: Venezuela, descrita por Neild em 2008.[2]